# Lulzim Basha
Lulzim Xhelal Basha (Tirana, 12 giugno 1974) è un politico albanese, è stato presidente del Partito Democratico d'Albania, il principale partito di opposizione, dal 2013 al 21 marzo 2022 quando si è dimesso dalla guida del partito..
Basha è stato eletto presidente del Partito Democratico d'Albania nel settembre 2013 in seguito alla sconfitta elettorale del Partito Democratico che li ha posti all'opposizione. Alle elezioni del 2021, è diventato il primo leader dell'opposizione nella storia albanese a perdere due elezioni generali di seguito, anche se Basha ha affermato che le perdite sono state il risultato di una significativa interferenza elettorale da parte del Partito socialista al potere.
Con oltre 8 anni alla guida del Partito Democratico d'Albania, Lulzim Basha è il secondo presidente del partito più longevo dopo Sali Berisha, che è stato in carica per un totale di 16 anni.

## Biografia
Originario di Drenica in Kosovo, la famiglia si trasferì in Albania negli anni 40 del secolo scorso.
Frequenta la scuola "Skender Caci" e il liceo "Sami Frashëri" di Tirana. Nel 1993 studia presso l'Università di Utrecht, nei Paesi Bassi, dove si laurea in legge specializzato in diritto europeo internazionale e pubblico. Tra il maggio 1998 ed il luglio 1999, fa parte del team che ha preparato l'atto di accusa contro Slobodan Milošević per crimini di guerra presso il Tribunale penale internazionale per l'ex Jugoslavia.
Tra il luglio 2000 e l'ottobre 2001 presta servizio come consigliere giuridico presso il Dipartimento di Giustizia dell'amministrazione delle Nazioni Unite in Kosovo, (UNMIK). Dall'ottobre 2001 al novembre 2002 è Vice Capo di Gabinetto del Direttore del Dipartimento di Giustizia dell'UNMIK. Dal novembre 2002 al gennaio 2005 lavora come Consigliere Speciale del Dipartimento di Giustizia di Transizione UNMIK, Pristina e Kosovo. Fu responsabile del passaggio dell'UNMIK dal Dipartimento di Giustizia albanese al Ministero della Giustizia del Kosovo.

## Carriera politica
Nel gennaio del 2005 entra a fare parte del Partito Democratico Albanese come Coordinatore del Comitato di Orientamento Politico, incaricato di coordinare il lavoro di esperti e comitati COP, nella preparazione, la discussione e l'annuncio dei 17 punti del governo del Partito Democratico albanese. Divenne membro del partito nel maggio 2005. Fu inoltre portavoce del partito durante le elezioni parlamentari del 2005, in cui è stato eletto al Parlamento come deputato della circoscrizione n° 33 a Tirana, una delle aree più difficili del Partito Democratico.

### Gabinetto Berisha (2005-2011)

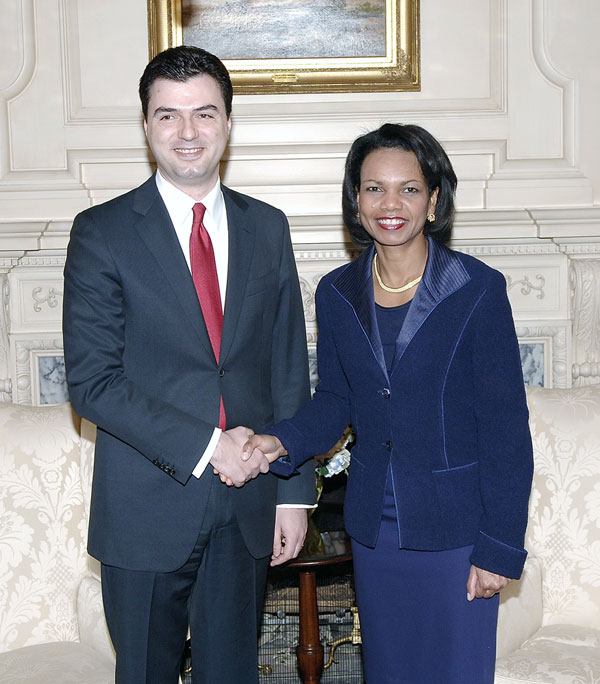
Basha con Condoleezza Rice

Dopo le elezioni del 2005, divenne, per due anni, Ministro dei lavori pubblici, dei trasporti e delle comunicazioni, fino a quando, nel 2007, venne nominato Ministro degli Affari Esteri. Come Ministro dei Lavori Pubblici, Trasporti e Telecomunicazioni Basha ha monitorato la costruzione di grandi infrastrutture albanesi, tra le quali, la strada Durazzo-Kukës-Morinë, linea di grande comunicazione che comprende la costruzione di un tunnel di 5,6 km. Questa strada importante collega il Kosovo all'Albania, ed è anche conosciuta come Strada della Nazione.
Nel 2007 la Procura Generale di Albania, per voce del Procuratore Theodhori Sollaku ha chiesto al Parlamento di revocare l'immunità dai procedimenti giudiziari ai quale era sottoposto Basha, in modo che potesse essere avviata un'indagine per corruzione e abuso di potere in relazione all'aggiudicazione di un contratto di costruzione della strada, Durazzo-Kukës, a una compagnia turco-americana. Basha ha chiesto al Parlamento di revocare la sua immunità.
La Corte di Cassazione albanese ha respinto le accuse. Due anni dopo, il procuratore generale Thedhori Sollaku venne licenziato dal presidente Bamir Topi, con l'accusa di violazione della Costituzione.
Venne nominato Ministro degli Affari Esteri, dal maggio 2007 al settembre 2009. Durante il suo mandato, l'Albania venne ammessa alla NATO, presentò domanda di adesione all'UE e iniziò una trattativa con l'Unione Europea, per garantire l'esenzione dal visto per i cittadini dei paesi Schengen.
Dopo le elezioni del 2009 in cui Basha viene eletto deputato nella circoscrizione di Elbasan viene nominato, dal nuovo governo Berisha, Ministro dell'interno. Una volta nominato lavora per assicurarsi dell'implementazione di tutti i criteri richiesti per l'esenzione dal visto per gli albanesi nei paesi Schengen, della modernizzazione dei valichi di frontiera albanesi, del sistema di polizia di immigrazione, del rilascio dei passaporti biometrici, per migliorare la sicurezza e per un'azione più incisiva nella lotta alle attività criminali. Questi passaggi sono stati accolti favorevolmente dagli organismi internazionali, in particolare dall'Europol, portando alla liberalizzazione dei visti per i cittadini albanesi dal 15 dicembre 2010, decisione presa dall'Unione europea l'8 novembre 2010.
Il 21 gennaio 2011 Basha era Ministro degli Interni, quando una manifestazione dell'opposizione socialista contro il governo albanese, venne repressa con la forza. Negli scontri muoiono quattro manifestanti. Il capo dell'opposizione, Edi Rama, gli dà dell'"assassino", in quanto la Guardia Repubblicana'', accusata delle uccisioni, fa capo direttamente a Basha, in quanto ministro dell'interno. L'episodio, apice dello scontro politico in Albania, ha anche l'effetto di rimandare l'integrazione europea del paese. La candidatura di Basha a sindaco di Tirana sembra in bilico, ma alla fine Berisha gli riconferma la fiducia.

### Sindaco di Tirana (2011-2015)
Sempre nel 2011, viene nominato candidato sindaco di Tirana del Partito Democratico e l'Alleanza per il Cittadino, sfidando Edi Rama, sindaco del comune e poi presidente del Partito Socialista albanese. Dopo un lungo e controverso processo di conteggio dei voti, Basha è stato eletto nuovo sindaco di Tirana per soli 95 voti.

### Leader dell’opposizione (2013-2022)
Dopo le dimissioni dal Partito democratico del presidente Sali Berisha, a seguito della sconfitta alle elezioni parlamentari del 2013 in Albania, Basha ha formalizzato la sua candidatura alla presidenza del Partito Democratico. Il 22 luglio 2013 viene eletto come Presidente del Partito Democratico Albanese con 80% dei voti, divenendo così capo dell'opposizione.

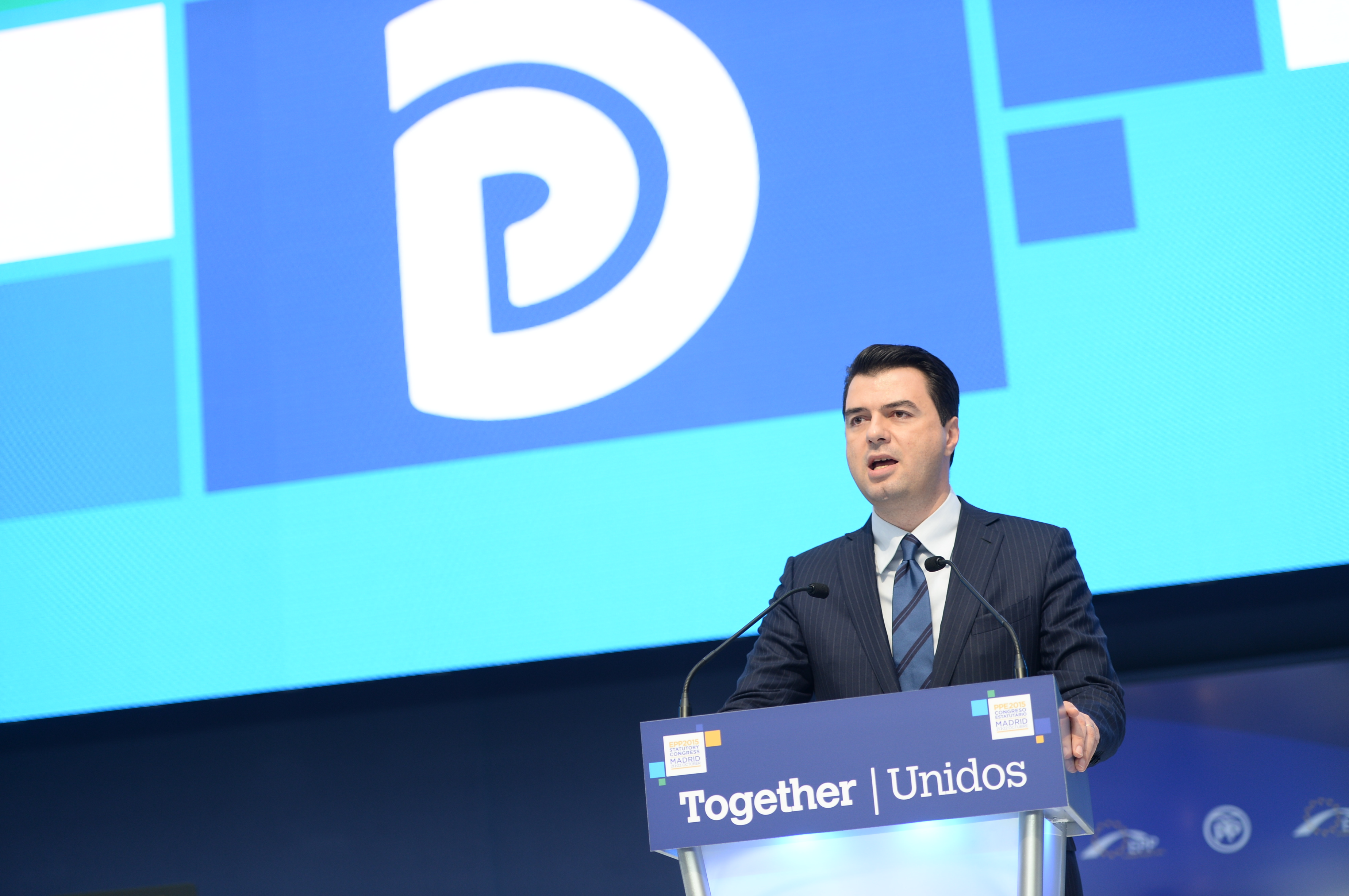
Basha durante il Congresso del PPE a Madrid.

Durante la sua guida si sono svolte numerose manifestazioni anti-governative, accusando il governo di essere corrotto e criminalizzato.  Nel 2015 il Partito Democratico ha proposto una legge sulla depenalizzazione, che ha portato a diversi mesi di trattative con il governo. Infine, nel dicembre 2015, la legge è stata approvata a maggioranza in Parlamento, vietando a persone con condanne penali di ricoprire cariche pubbliche.
L'11 dicembre 2016, durante le celebrazioni per il 26º anniversario del Partito Democratico, il leader del partito Lulzim Basha ha annunciato il suo programma per l'ulteriore modernizzazione e democratizzazione del partito in vista delle elezioni parlamentari del 2017.
Dopo aver precedentemente promesso che il 35% dei candidati parlamentari sarebbe stato composto da membri del movimento giovanile del Partito, Basha annunciò la limitazione di tutti i mandati dei leader del partito a un mandato di due anni e la piena democratizzazione del processo elettorale interno.
Il 18 febbraio 2017 membri del Partito Democratico e di altri partiti di opposizione, sotto la guida di Lulzim Basha, installarono una tenda gigante fuori dall'ufficio del Primo Ministro a Tirana dopo che migliaia di manifestanti si erano radunati per chiedere libere elezioni e un governo tecnico. La protesta dell'opposizione si intensificó ulteriormente in un conflitto politico più ampio. Il Partito Democratico e i suoi alleati rifiutarono di registrarsi per partecipare alle elezioni generali del 18 giugno, fino a quando il governo non avesse accettato le loro condizioni per garantire elezioni libere e democratiche.
Le elezioni del 2017 si tennero e videro la sconfitta di Basha e del Partito Democratico. La successiva legislatura fu anch’essa caratterizzata da proteste antigovernative guidate dall’opposizione.
Il 22 febbraio 2019 fu annunciata un'altra protesta fuori dall'edificio del Parlamento mentre altri parlamentari partecipavano alla sessione plenaria. La manifestazione pacifica terminò con una marcia guidata Basha, e dai membri dei partiti dell'opposizione in Parlamento, per consegnare le dichiarazioni firmate di rinuncia ai loro seggi parlamentari e per chiedere nuove elezioni. Più di 40 seggi furono lasciati vacanti e la Commissione elettorale centrale avviò nei giorni successivi le procedure per sostituire i parlamentari con figure per lo più sconosciute e inesperte che facevano parte delle liste dei candidati durante le elezioni del 2017.
Un'altra grande protesta è stata organizzata il 18 aprile 2019. Nei giorni precedenti la protesta, i due principali partiti dell'opposizione si sono rifiutati di partecipare alle elezioni locali di giugno, lanciando un boicottaggio. Dopo essere state cancellate del presidente dell'Albania Ilir Meta e riconfermate dal Collegio elettorale albanese consegnando di fatto la totale vittoria elettorale al Partito Socialista al governo.
La successiva sconfitta alle elezioni generali del 2021 causò una profonda crisi interna al partito, con dure proteste contro la leadership di Basha da parte dell’ex premier Sali Berisha e i suoi sostenitori. Il 22 marzo 2022 si dimette dal ruolo di leader del Partito Democratico.

## Posizioni politiche
Lulzim Basha è un forte sostenitore della riforma economica della Flat tax al 9% per incentivare la nascita di nuove imprese. Ha espresso in più occasioni rispetto e ammirazione per le politiche migratorie di Donald Trump e Matteo Salvini per contrastare l'immigrazione clandestina e il narcotraffico. In politica estera è fortemente europeista e atlantista propone infatti l'entrata dell'Albania nella UE, nonché l'adesione della moneta unica (Euro) e la creazione di un esercito comune di difesa europeo. Supporta inoltre l'indipendenza del Kosovo e la difesa dell'Ucraina